# DQ
DQ – duńska drag queen, w którą wciela się Peter Andersen (ur. 16 lutego 1973 w Køge), duński piosenkarz wykonujący muzykę disco, reprezentant Danii w 52. Konkursie Piosenki Eurowizji (2007).

## Życiorys

### Wczesne lata
Urodził się w Køge, a dzieciństwo spędził w Borupie w Centralnej Zelandii. Ukończył Szkołę Handlową w Roskilde. Jako dorosły przeprowadził się do Kopenhagi. Ukończył kurs fryzjerski i pracował przez kilka lat jako fryzjer.

### Kariera
W 1997 rozpoczął karierę muzyczną, dołączając do zespołu Tina Turner Jam, znanego później pod nazwą Turn on Tina. W tym samym roku wystąpił w swoim pierwszym drag show Naughty Voices, w którym występował z dwojgiem innych piosenkarzy. W 2000 wydał swój pierwszy album kompilacyjny, zatytułowany Rock’n’Dance, na który (od pseudonimem MissTerious) nagrał swoje interpretacje dwóch przebojów: „If I Could Turn Back Time” z repertuaru Cher i „We Don’t Need Another Hero” Tiny Turner.
W 2001 zaczął występować z solowymi pokazami drag queen pod pseudonimem DQ. W tym samym roku zaśpiewał w chórkach podczas występu Anne Murillo w finale krajowych eliminacji eurowizyjnych Dansk Melodi Grand Prix 2001. Rok później dołączył do zespołu Thriller Night Show, znanym także jako Michael Jackson Jam. W 2005 z piosenką „Uhh la la la”, nagraną wraz z zespołem Chi Hua Hua, zgłosił się do udziału w eliminacjach Dansk Melodi Grand Prix 2005, jednak nie zakwalifikowali się do stawki finałowej.

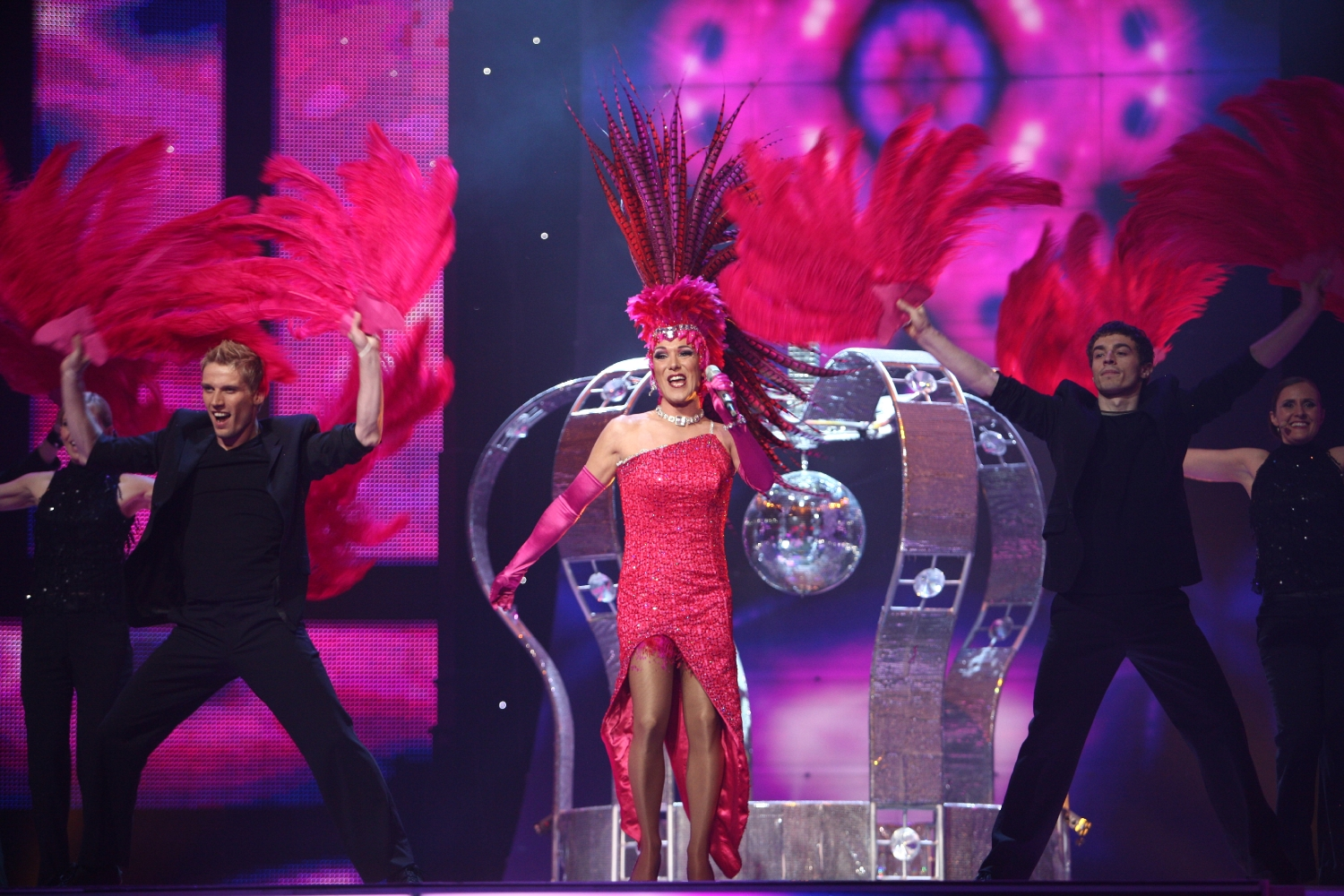
Peter Andersen jako DQ podczas występu w 52. Konkursie Piosenki Eurowizji, maj 2007

W 2007 z piosenką „Drama Queen” (nagraną jako DQ) zgłosił się do udziału w krajowych eliminacjach eurowizyjnych Dansk Melodi Grand Prix 2007. 2 lutego wystąpił w drugim półfinale selekcji i nie zdobył awansu do finału. Kilka dni później wystąpił w rundzie dogrywkowej, w której zdobył 60% głosów telewidzów i otrzymał tzw. „dziką kartę” umożliwiającą udział w koncercie finałowym. Wystąpił w nim jako ostatni, dziesiąty uczestnik i zajął pierwsze miejsce po zdobyciu największego poparcia telewidzów, dzięki czemu został wybrany na reprezentanta Danii w 52. Konkursie Piosenki Eurowizji w Helsinkach. 10 maja wystąpił jako dwunasty w kolejności w półfinale konkursu i zajął 19. miejsce z 45 punktami na koncie, przez co nie zakwalifikował się do finału. W międzyczasie wydał swój drugi album studyjny, zatytułowany Drama Queen.
Na jesień 2015 planowana była premiera jego nowej płyty studyjnej, którą zapowiadały single: „All with Love” i „Dance with the Stars”.
W 2018 został jednym z jurorów duńskiej wersji formatu All Together Now.

### Życie prywatne
W 2004 zawarł oficjalny związek partnerski ze swoim ówczesnym partnerem, Lukkassem.

## Dyskografia

### Albumy studyjne
- Drama Queen (2007)

### Single
- 1998 – „MissTerious”
- 2007 – „Drama Queen”
- 2015 – „All with Love”
- 2015 – „Dance with the Stars”